# Androulla Vassiliou
Androulla Vassiliou, född 30 november 1943 i Pafos, är en cypriotisk jurist och politiker. Hon var ledamot av Europeiska kommissionen 2008–2014.
Vassiliou är medlem i Enomeni Dimokrates (Förenade Demokrater) och representerade partiet i Cyperns representanthus 1996-2006. Hon har framför allt varit aktiv i europeiska frågor och var vice ordförande i Europeiska liberala, demokratiska och reformistiska partiet 2001-2006. I samband med att Markos Kyprianou utnämndes till utrikesminister 2008 efterträdde Vassiliou honom som EU-kommissionär med ansvar för hälsofrågor i Kommissionen Barroso I. Den 10 februari tillträdde Kommissionen Barroso II där Vassiliou ansvarade för utbildning, kultur, flerspråkighet och ungdom.
Hon är gift med George Vassilliou som var Cyperns president 1988-1993.

## Fotnoter
1. 1 2 3 4 5 6 7 8  Vassiliou Androula (på engelska), Cyperns representanthus, läs online, läst: 16 oktober 2005.[källa från Wikidata]
2. ↑  Munzinger Personen, Munzinger person-ID: 00000026809, läst: 9 oktober 2017.[källa från Wikidata]
3. 1 2 3 4 5  50 χρόνια κυπριακού κοινοβουλίου (på grekiska), Cyperns representanthus, s. 50, läs online, läst: 4 juli 2019.[källa från Wikidata]
4. ↑  Εκλογές 26ης Μαΐου 1996 (på grekiska), Cyperns representanthus, läs online, läst: 1 juli 2019.[källa från Wikidata]
5. ↑  Εκλογές 27ης Μαΐου 2001 (på grekiska), Cyperns representanthus, läs online, läst: 1 juli 2019.[källa från Wikidata]
6. 1 2  50 χρόνια κυπριακού κοινοβουλίου (på grekiska), Cyperns representanthus, s. 124, läs online, läst: 4 juli 2019.[källa från Wikidata]
7. ↑  Council decision appointing a new member of the Commission (på engelska), Europeiska unionens råd, 1 mars 2008, läs online, läst: 25 juli 2019.[källa från Wikidata]
8. 1 2 3  Profile: Commissioner Androulla Vassiliou (på engelska), Europa.eu, läs online, läst: 26 juli 2019.[källa från Wikidata]
9. ↑  Who is who – Barroso Commission – European Commission (på engelska), Europeiska rådet, läs online, läst: 26 juli 2019.[källa från Wikidata]
10. ↑  BOE-ID: BOE-A-2015-10947.[källa från Wikidata]
11. ↑  Εκδηλώσεις-Ανακοινώσεις (på grekiska), läs online, läst: 26 juli 2019.[källa från Wikidata]